# Gobioidei
Gobioideii (Gobioidei), sau gobiiformele (Gobiiformes) în clasificările mai vechi, este un subordin de pești teleosteeni din ordinul perciforme. Sunt pești de obicei mici, care se caracterizează prin înotătoarele ventrale situate jugular sub cele pectorale, foarte apropiate una de alta, putând fi chiar unite între ele, pentru a forma o ventuză.
Înotătoarea ventrală au radii intens ramificate și care adesea se reunesc cu ramificațiile radiilor înotătoarei simetrice. Înotătoarele pectorale sunt  rotunjite, cu radiile ramificate. Au două înotătoare dorsale separate, dintre care prima este mai scurtă și formată din radii neramificate. A doua înotătoare dorsală și înotătoarea anală cu radii neramificate în partea anterioară. Înotătoarea caudală, de cele mai multe ori, liberă, rotunjită sau ascuțită, niciodată bifurcată sau excavată. 
Capul și regiunea anterioară a corpului, de obicei, lățite și turtite dorso-ventral; regiunea posterioară este comprimată. Solzii sunt ctenoizi, mai rar cicloizi sau lipsesc cu totul. Dentiția este foarte variată. Oasele palatine sunt în formă de T. Papilele genitale sunt dezvoltate la ambele sexe; ele sunt mai mari la masculi. Mezopterigoidul este rudimentar sau lipsește. Clavicula, la adulți, absentă. Omoplatul și coracoidul sunt foarte reduse, iar razele bazale ale înotătoarelor pectorale se reazemă pe cleitru. Vezica înotătoare, la adulți, de regula lipsește. 
Resturile fosile se cunosc din eocen, cretacicul superior și terțiarul inferior. Acest subordin cuprinde circa 2211 specii de specii și 270 genuri, repartizate în 9 familii și răspândite în toate mările tropicale și temperate, trăind pe fund, mai ales în apropierea coastelor; unele specii s-au adaptat la viața în ape dulci. În România, trăiește o singură familie: Gobiidae.

## Specii din România
În România, trăiește o singură familie: Gobiidae cu 20 specii  :
- Aphia minuta (A. Risso, 1810) = Guvid străveziu sau guvid de sticlă
- Babka gymnotrachelus (Kessler, 1857) = Moacă de nămol sau mocănaș, zglăvoacă
- Benthophiloides brauneri Beling & Iljin, 1927 = Guvid de Dunăre
- Benthophilus stellatus (Sauvage, 1874) = Umflătură
- Gobius niger Linnaeus, 1758 = Guvid negru sau guvidă neagră
- Knipowitschia cameliae Nalbant & Oțel, 1995 = Guvid mic din Delta Dunării
- Knipowitschia caucasica (L. S. Berg, 1916) = Guvid mic
- Knipowitschia longecaudata (Kessler, 1877) = Guvid cu coada lungă sau guvid de lagună
- Mesogobius batrachocephalus (Pallas, 1814) = Hanos sau hanus
- Neogobius fluviatilis (Pallas, 1814) = Zimbraș sau ciobănaș, glăvoc, guvid de baltă
- Neogobius melanostomus (Pallas, 1814) = Strunghil sau stronghil
- Pomatoschistus marmoratus (A. Risso, 1810) = Guvid de nisip sau guvid tărcat
- Pomatoschistus minutus (Pallas, 1770) = Guvid de mâl sau guvid de nisip
- Ponticola cephalargoides (Pinchuk, 1976) = Guvid de mare
- Ponticola eurycephalus (Kessler, 1874) = Guvid cu cap mare
- Ponticola kessleri (Günther, 1861) = Guvid de baltă sau guvidie de baltă
- Ponticola ratan (Nordmann, 1840) = Guvid ratan sau guvid vânăt
- Ponticola syrman (Nordmann, 1840)  = Guvid de Razelm
- Proterorhinus marmoratus (Pallas, 1814) = Moacă de brădiș sau cățel, guvidie mică, guvid de baltă, ciobănaș
- Zosterisessor ophiocephalus (Pallas, 1814) = Guvid de iarbă